# Bryn Forbes
Bryn Jerrel Forbes (ur. 23 lipca 1993 w Lansing) – amerykański koszykarz występujący na pozycji rozgrywającego.
26 listopada 2020 zawarł umowę z Milwaukee Bucks. 25 sierpnia 2021 został zawodnikiem San Antonio Spurs. 19 stycznia 2022 trafił w wyniku wymiany do Denver Nuggets. 11 lipca 2022 dołączył do Minnesoty Timberwolves. 9 lutego 2023 został zwolniony.

## Osiągnięcia
Stan na 11 lutego 2023, na podstawie, o ile nie zaznaczono inaczej.
NCAA
- Uczestnik:
  - rozgrywek NCAA Final Four (2015)
  - turnieju NCAA (2015, 2016)
- Mistrz turnieju konferencji Big Ten (2016)
- Najlepszy:
  - nowo przybyły zawodnik roku Horizon League (2013)
  - pierwszoroczny zawodnik Horizon League (2013)
- Wybrany do:
  - I składu:
    - Horizon League All-Newcomer (2013)
    - pierwszoroczniaków Horizon League (2013)
    - turnieju The Wooden Legacy (2016)

  - II składu:
    - Big Ten (2016)
    - Horizon League (2014)

NBA
- Mistrz NBA (2021)[8]